# کوامی اگبو
کوامی اگبو (انگلیسی: Kuami Agboh؛ زادهٔ ۲۸ دسامبر ۱۹۷۷) یک بازیکن فوتبال اهل توگو است.
وی همچنین در تیم ملی فوتبال توگو بازی کرده‌است.